# Shawna Lenee
Shawna Lenee (Cleveland, 12 d'abril de 1987) és el nom artístic de Shawna Scott, una model de glamur i actriu pornogràfica nord-americana.

## Primers anys
Shawna va realitzar els seus estudis en la Midview High School de Grafton, Ohio.
El seu primer treball va ser com a venedora en un restaurant de menjar ràpid Wendy's.

## Carrera
Shawna es va traslladar a Los Angeles després de complir 18 anys, amb la finalitat de convertir-se en actriu pornogràfica, una meta que es va plantejar des dels 15 anys. Els seus pares es van oposar a la seva elecció de carrera, alguna cosa que el pare del seu fill no va fer.
En 2005 es va incorporar a la indústria pornogràfica. La seva primera escena la va realitzar en Service Animals #21. Només ha realitzat sexe anal amb el seu exnuvi Gustavo Sáez, encara que no descarta intentar-ho de nou en un set professional.
Va aparèixer en la portada de l'edició de juliol de 2008 de la revista Penthouse, a més de ser nomenada com Pet of the Month.

## Premis
- 2010 Premi AVN – Unsung Starlet of the Year[4]